# Via Egnatia
La Via Egnatia o Via Ignazia (greco: Ἐγνατία Ὁδός Egnatía Hodós) era un'antica strada romana la cui costruzione (nel 146 a.C.) è da collegare ad un certo Egnatius, (presumibilmente Gneo Egnazio, proconsole di Macedonia) da cui prese il nome. Con tale opera gli antichi romani realizzarono, a partire dalla seconda metà del II secolo a.C., una millenaria direttrice di comunicazione est-ovest tra il basso Adriatico e l'Egeo settentrionale, che attraversava i territori anticamente noti come Illiria (Illyricum), Macedonia e Tracia, attualmente parte di Albania, Macedonia del Nord, Grecia e Turchia europea, a continuazione della Via Appia.
In totale, la strada copriva una distanza di circa 1 120 km (696 miglia/746 miglia romane). Come altre strade romane principali, misurava circa 6 metri (19,6 piedi) di larghezza ed era lastricata con grossi basoli lapidei poligonali o coperta da uno strato di sabbia compatta.

## Storia
Le principali fonti testuali sulla costruzione della Via Egnatia sono la Geografia di Strabone e una serie di pietre miliari trovate lungo il percorso che lo segnano per una lunghezza di 860 chilometri fino al confine tra la Macedonia e la Tracia.
Potrebbe inoltre aver sostituito una strada militare di epoca precedente che collegava l'Illiria a Bisanzio e che i romani apparentemente ricostruirono o migliorarono, come riportato da Polibio e Cicerone.
La Via Egnatia fu costruita per collegare tra loro una serie di colonie romane che si estendevano dal Mar Adriatico al Bosforo. Gli estremi della Via Egnatia e della Via Appia, che aveva origine a Roma, si trovavano quasi direttamente uno di fronte all'altro sulle due sponde del Mar Adriatico. In questo modo, la strada era un collegamento diretto da Roma alle colonie dei Balcani meridionali. Era anche un legame essenziale per i territori romani più a est; finché non fu aperta un'altra strada più a nord attraverso l'Illiria durante il regno di Augusto, la Via Egnatia rimase il legame principale di Roma con il resto del suo impero nel Mediterraneo orientale. Fu riparata ed espansa molte volte, ma fu spesso anche trascurata per lunghi periodi a causa delle varie guerre civili romane.
La strada, come testimonia Strabone, aveva come punto di diramazione alla sua estremità occidentale, sulla costa adriatica, la città di Apollonia (nei pressi dell'odierna Fier in Albania). Sulla via Egnazia si innestava una strada proveniente da Epidamnos (o Dyrrachium, odierna Durazzo in Albania), denominata convenzionalmente negli studi "ramo settentrionale della via Egnazia" o più comunemente e semplicemente "via Egnazia", in un punto, valutato da Strabone equidistante tra le due città che, perlomeno nel periodo in cui furono scritti due itinerari contenuti nel complessivo Itinerarium Provinciarum, coincideva o comunque aveva come statio immediatamente successiva la località di Clodiana.

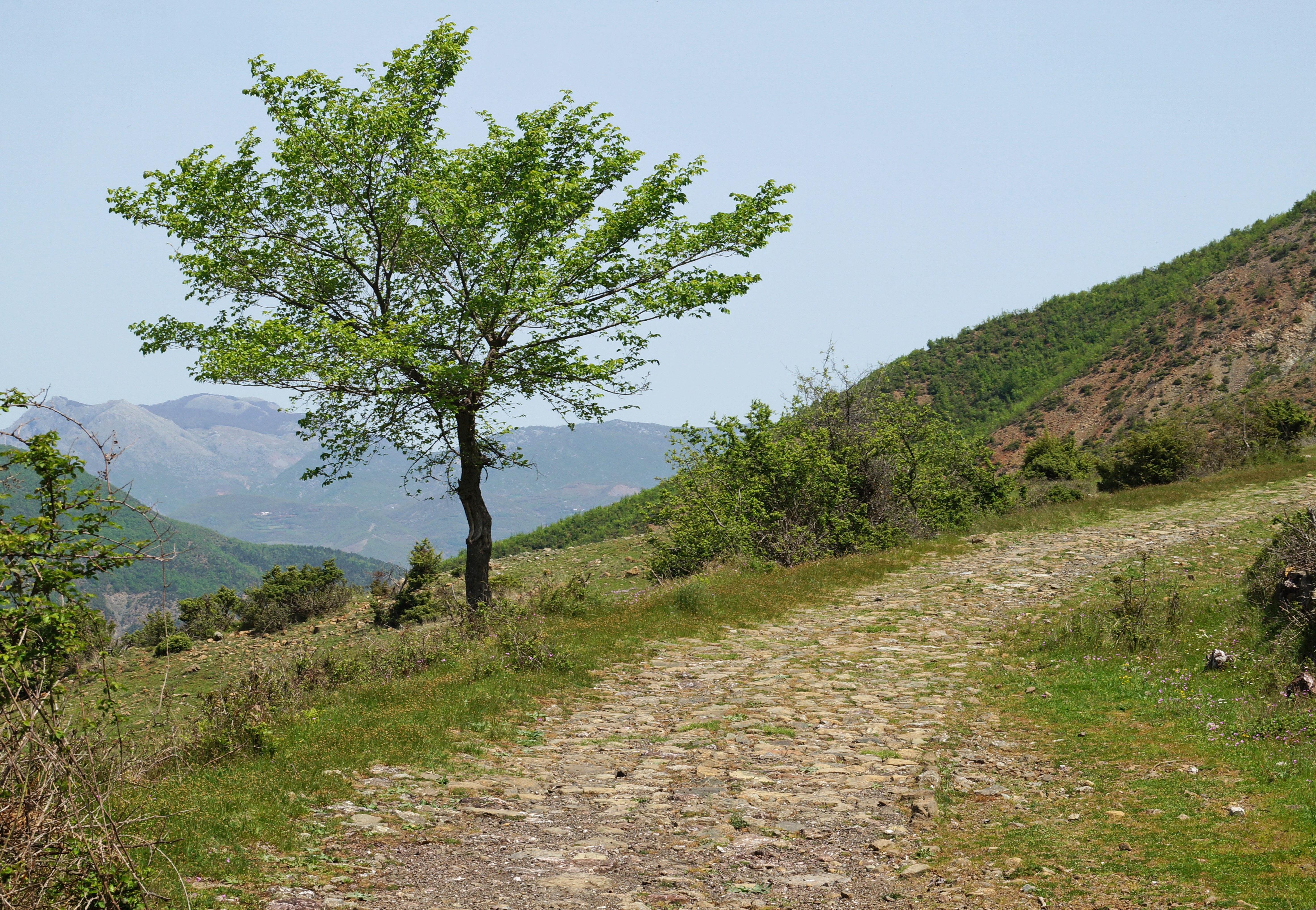
Via Egnatia a Librazhd

Riunitesi le due vie in un unico percorso, questo imboccava la media valle dello Shkumbin risalendola sin nei pressi dell'altura di Sopi Polis, nella zona di Haxhi Beqarit, dove la strada antica era costretta dalla morfologia della valle a passare dalla riva destra a quella sinistra dello Shkumbin. Sicuramente da questa zona, ma forse anche da più a valle, la via era detta, scrive Strabone, la strada della Candavia, dal nome di una montagna illirica. Questa parte della strada attraversava per l'appunto una regione montuosa che per gli antichi dobbiamo ritenere si estendesse almeno sino alla regione dei laghi di Lychnidòs (lago di Ocrida, lago di Prespa).

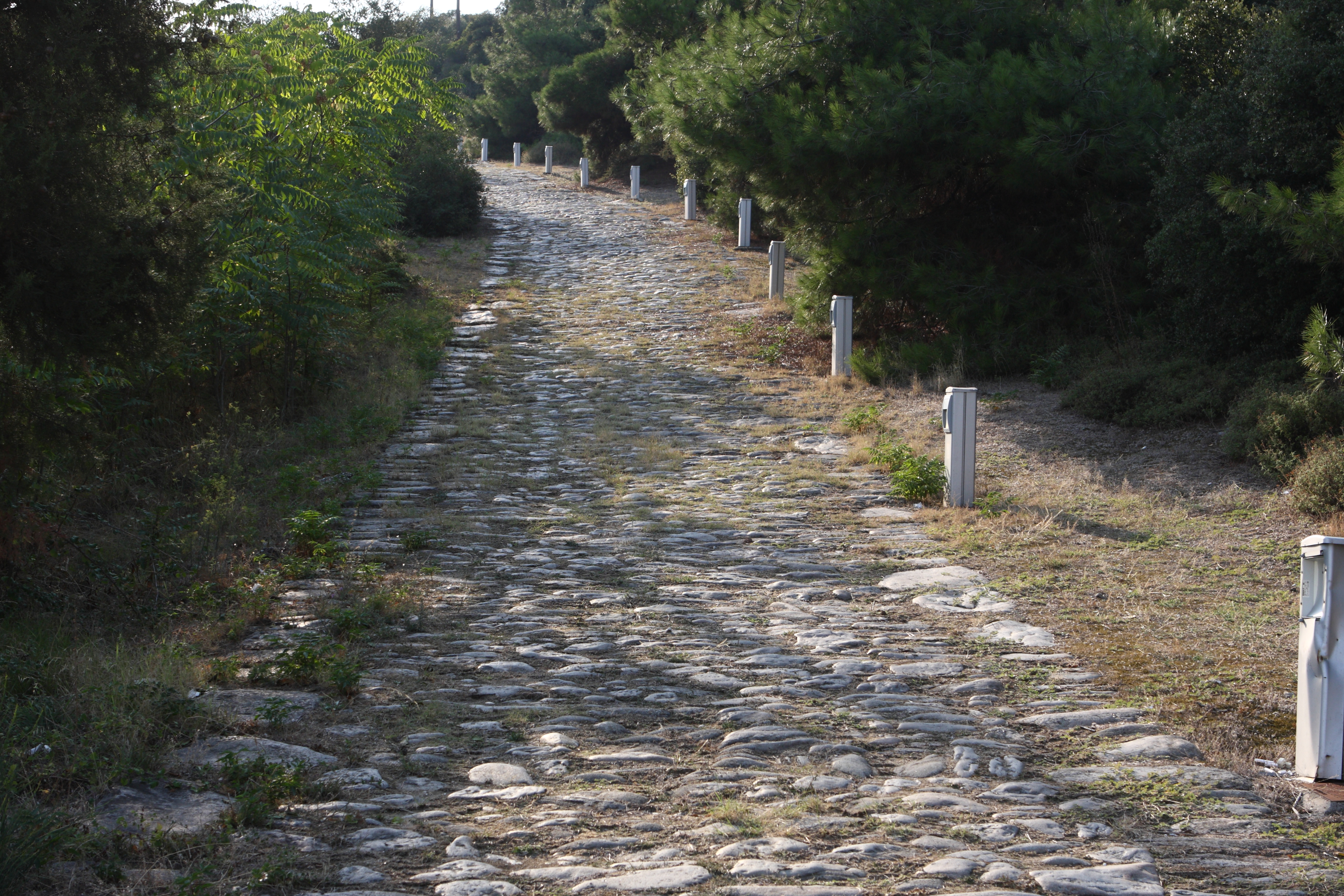
Via Egnatia a Kavala

Da Lychnidòs la via proseguiva verso i passi montani lungo i quali correva il confine tra Illyricum e Macedonia. Attraverso di essi il percorso consentiva l'accesso ad un distretto della Macedonia settentrionale, la Lincestide, e al suo centro principale, Eraclea Lincestide (nei pressi dell'odierna Bitola), dove approdava anche un percorso dall'importante nodo viario di Stobi. La via Egnazia toccava poi Edessa, e quindi, attraverso la pianura macedone, per Pella giungeva a Tessalonica (odierna Salonicco). La città del golfo termaico era situata però solamente a metà del percorso che terminava a Cipsela sul fiume Evros (l'odierna Marica) e che in età imperiale venne proseguito sino a Bisanzio - Costantinopoli. Due miliari ritrovati rispettivamente presso Tessalonica e presso Filippi e recanti il nome del proconsole Gneo Egnazio, figlio di Gaio, dimostrano che la via Egnatia rientra tra quelle vie romane che prendono nome, invece che dalla funzione o dalla località di destinazione, dal loro costruttore o meglio da colui che le ha lastricate.
Per quanto riguarda gli interventi successivi di manutenzione e restauro, l'esame dei miliari e dei manufatti stradali mette in evidenza le attività di Augusto alla cui epoca possono essere riferiti la costruzione di almeno due ponti, quello sullo Strymon e quello di Topçias. Sempre dai miliari emerge un indubbio interesse per il percorso da parte di Caracalla e di Settimio Severo. Infine, indizio di ultima manutenzione della via Egnazia è la riutilizzazione dei miliari più antichi con iscrizioni di età costantiniana.
La strada fu percorsa dall'apostolo Paolo durante il suo secondo viaggio missionario, svoltosi tra Filippi e Salonicco (Atti 16-17). Giocò anche un ruolo fondamentale durante diversi momenti cruciali della storia romana: gli eserciti di Giulio Cesare e Pompeo marciarono lungo la Via Egnatia durante la guerra civile (49-45 a.C.) e in seguito Marco Antonio e Ottaviano inseguirono Cassio e Bruto lungo la stessa via fino all'incontro fatale della battaglia di Filippi. Le pietre miliari conservatesi testimoniano come l'imperatore Traiano intraprese ampie riparazioni della Via prima della sua campagna del 113 contro i Parti. Tuttavia nel V secolo d.C. la strada era ormai largamente caduta in disuso, come risultato della violenta instabilità della regione. Uno storico del periodo notò che i tratti occidentali della Via Egnatia erano in condizioni tali da ostacolare il passaggio dei viaggiatori.
Negli anni successivi, la Via Egnatia fu ripristinata come una delle vie principali dell’Impero romano d’Oriente; Procopio ne documenta le riparazioni fatte da Giustiniano I durante il VI secolo, anche se persino allora la strada, ormai spogliata della lastricatura, era descritta come pressoché impraticabile quando pioveva.
Rilevante il ruolo giocato dalla via Egnatia come medium della diffusione del Cristianesimo, oltre all'importanza strategica ed economica che ebbe per secoli, anche durante l'età medievale: quasi tutti gli scambi dell'Impero bizantino con l'Occidente passavano per questa strada, usata inoltre più volte dai Crociati, i cui eserciti - che viaggiavano verso est via terra la seguivano fino a Costantinopoli, scortati dalla polizia militare bizantina, composta da mercenari turchi Peceneghi - prima di giungere in Asia Minore. A seguito della quarta crociata, il controllo della strada divenne vitale per la sopravvivenza dell'Impero latino d’Oriente, come anche degli Stati che succedettero ai Bizantini, l'Impero di Nicea e il Despotato d'Epiro.

## Utilizzo in epoca post-romana
Durante le prime conquiste europee dei turchi ottomani, il sol kol (lett. braccio sinistro) seguiva la Via Egnatia.

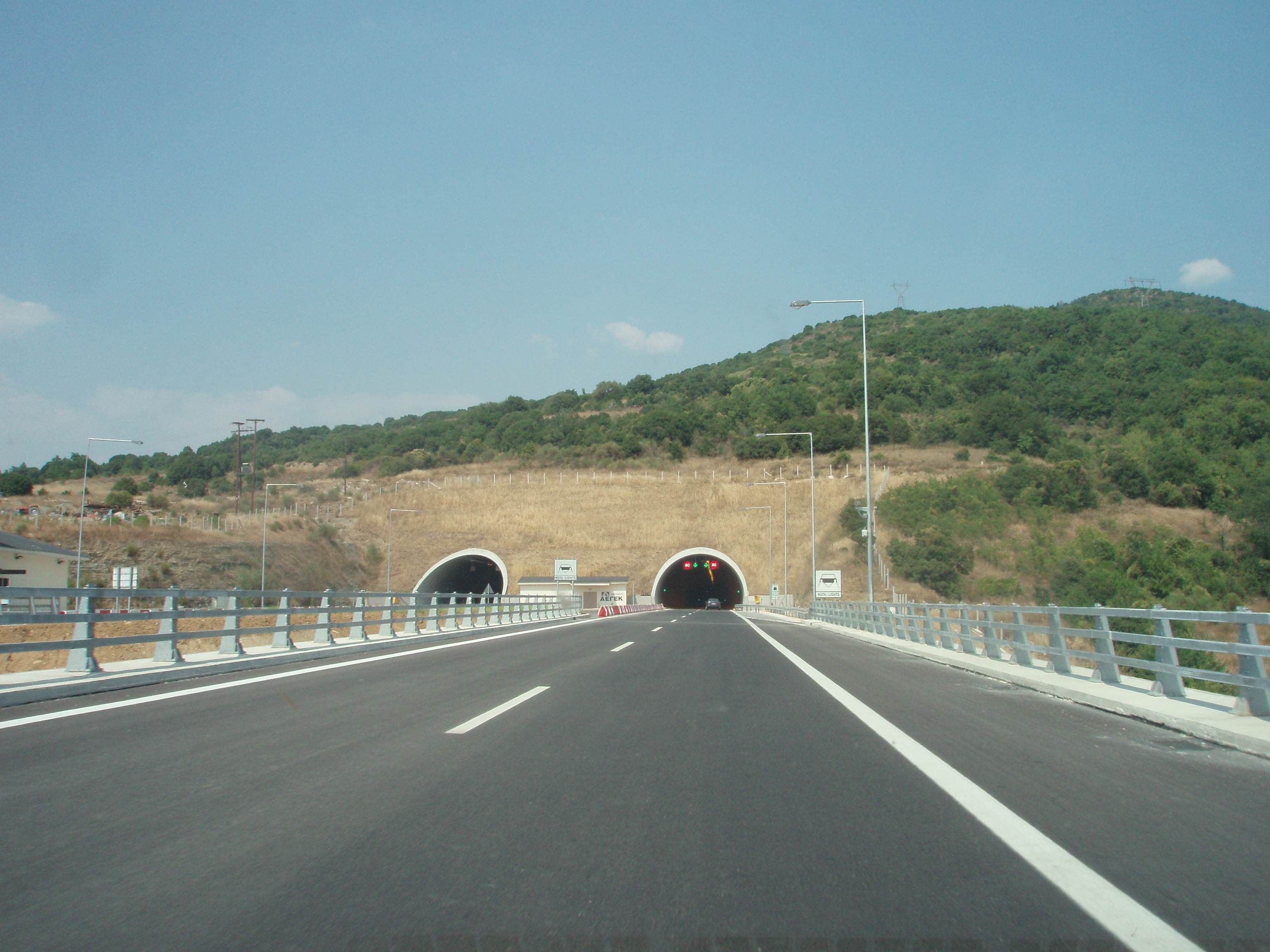
L'odierna Egnatia Odos, che ricalca grossomodo il percorso della via Egnatia.

La funzione e il percorso di quella che una volta si chiamava via Egnatia è oggi ricalcata, anche se leggermente più a sud nella parte iniziale rispetto alla strada storica, dall'autostrada Egnatia Odos, un progetto iniziato nel 1990 e completato nel 2009. L'autostrada in questione collega il porto di Igoumenitsa alla frontiera tra Grecia e Turchia passando per le regioni greche dell'Epiro, della Macedonia e della Tracia, per una lunghezza complessiva di 670 km.

## Città principali lungo la Via Egnatia
Elencate da ovest a est:
| Nome antico                  | Nome moderno                                               | Stato odierno      |
| ---------------------------- | ---------------------------------------------------------- | ------------------ |
| Dyrrhachion, poi Epidamno    | Durazzo                                                    | Albania            |
| Claudiana                    | Peqin                                                      | Albania            |
| Apollonia                    | Presso il paese di Pojan (7 km a ovest di Fier)            | Albania            |
| Neokastron                   | Elbasan                                                    | Albania            |
| Lychnidos                    | Ocrida                                                     | Macedonia del Nord |
| Damastion                    | Resen                                                      | Macedonia del Nord |
| Eraclea Lincestide           | Bitola                                                     | Macedonia del Nord |
| Florina                      | Florina                                                    | Grecia             |
| Edessa                       | Edessa                                                     | Grecia             |
| Pella                        | Pella                                                      | Grecia             |
| Thessaloniki                 | Salonicco                                                  | Grecia             |
| Pidna                        | Possibilmente Kitros, 6 km a sud-ovest della moderna Pydna | Grecia             |
| Anfipoli                     | Anfipoli                                                   | Grecia             |
| Filippi                      | 14 km a nord-ovest di Kavala                               | Grecia             |
| Neapolis                     | Kavala                                                     | Grecia             |
| Anastasiopolis-Peritheorion  |                                                            | Grecia             |
| Traianopoli                  | Traianopoli                                                | Grecia             |
| Kypsela                      | İpsala                                                     | Turchia            |
| Aenus                        | Enez                                                       | Turchia            |
| Arpos                        | Paese di Kermeyan                                          | Turchia            |
| Adrianopoli                  | Edirne (non sulla Via Egnatia principale)                  | Turchia            |
| Perinto, poi Eraclea         | Paese di Marmara Ereğlisi                                  | Turchia            |
| Caenophrurium                | Sinekli nel distretto di Silivri                           | Turchia            |
| Selymbria                    | Silivri                                                    | Turchia            |
| Melantias                    |                                                            | Turchia            |
| Rhegion                      | Küçükçekmece, 15 km a ovest di Istanbul                    | Turchia            |
| Bisanzio, poi Costantinopoli | Istanbul                                                   | Turchia            |